# Георг фон Тізенгаузен
Георг Фелікс фон Тізенгаузен (нім. Georg Felix von Tiesenhausen; 18 травня 1914, Рига, Російська імперія — 3 червня 2018, Гантсвілл, США) — німецький інженер, учасник розробки ракети Фау-2 і місячного автомобіля в рамках програми «Аполлон».

## Біографія
Представник знатного балтійського роду Тізенгаузен. Середній з трьох дітей Фелікса фон Тізенгаузена і його першої дружини, шотландки Меріон Ковен.
Вивчав машинобудування в Гамбурзькому інженерному училищі. В 1941 році був призваний у вермахт, учасник Німецько-радянської війни. Як перспективний інженер, через короткий час зміг продовжити навчання, в тому числі у Генріха Блазіуса. Після складання іспитів в 1943 році направлений на полігон Пенемюнде.
Після закінчення Другої світової війни потрапив у полон. Після звільнення працював водієм вантажівки, автомеханіком, фотографом на паспорт, офісним робітником і шофером. В 1949 році влаштувався в фірму Hatlapa, де розробляв корабельні лебідки.
В 1953 році Вернер фон Браун запросив Тізенгаузена в Центр космічних польотів імені Маршалла, де окрім місячного автомобіля розробляв компоненти длая ракети Сатурн V. В 1986 році відійшов від інженерної справи і став запрошеним лектором Космічного табору США в Гантсвіллі. Після смерті Оскара Гольдерера в 2015 році залишився останнім живим учасником «німецької місячної програми Вернера фон Брауна».

## Сім'я
15 березня 1943 року одружився з Астою Еш. В пари народились троє дітей.

## Нагороди
- Занесений в Засл слави Космічного табору (2007)[8]
- Нагорода Космічного і ракетного центру США за досягнення всього життя в галузі освіти (2011)[9][10] — вручена Нілом Армстронгом.